# Банифатов, Иван Сергеевич
Иван Сергеевич Банифатов (1919—1996) — советский лётчик штурмовой авиации Военно-морского флота во время Великой Отечественной войны, Герой Советского Союза (6.03.1945). Подполковник (18.04.1957).

## Биография
Родился 8 мая 1919 года в деревне Красный Двор (населённый пункт был полностью разрушен в 1941—1943 годах и не восстанавливался, находился на территории современной деревни Герасимово Невельского района Псковской области) в семье крестьянина. Белорус. В 1930 году семья переехала в Нижний Тагил, где отец устроился работать на стройку, а Иван окончил неполную среднюю школу и школу ФЗУ. Работал в Нижнем Тагиле на «Уралсибстрое», одновременно учился в Нижнетагильском городском аэроклубе.
В Военно-Морском флоте — с 15 ноября 1940 года. Учился в Военно-морском авиационно-техническом училище имени В. М. Молотова (Пермь) на авиационного техника, но по личному желанию в мае 1941 года был направлен учиться на лётчика в Военно-морское авиационное училище имени И. В. Сталина (Ейск). В сентябре 1941 года в связи с его эвакуацией был переведён в Военно-морское авиационное училище имени С. А. Леваневского, которое тогда действовало в эвакуации в Куйбышевской области. Окончил его в марте 1943 года.
Младший лейтенант И. Банифатов — участник Великой Отечественной войны с марта 1943 года, впрочем, свой первый боевой вылет совершил только в июне 1943 года (до этого полк находился в резерве, занимаясь освоением новой авиационной техники, но при этом числился в составе действующего флота). Весь боевой путь прошёл в составе 35-го штурмового авиационного полка ВВС Краснознамённого Балтийского флота: лётчик, с апреля 1944 — командир звена, с июня 1944 — заместитель командира эскадрильи. Член ВКП(б) с 1943 года. Участвовал в битве за Ленинград, Ленинградско-Новгородской, Выборгско-Петрозаводской, Прибалтийской и Восточно-Прусской наступательных операциях.
Заместитель командира эскадрильи 35-го штурмового авиационного полка 9-й штурмовой авиационной дивизии ВВС Балтийского флота старший лейтенант Иван Банифатов к декабрю 1944 года совершил 101 боевой вылет, потопил лично 7 быстроходных десантных барж, 3 самоходные баржи и сторожевой корабль противника. В составе группы участвовал в потоплении ещё 9 быстроходных десантных барж, 4 сторожевых катеров, тральщика, 3 речных катеров. Кроме того, на его боевом счету 3 уничтоженных артиллерийских орудий, 21 автомашина, 2 танка и другая техника и военные объекты противника. Неоднократно его «Ил-2» получал сильные повреждения от зенитного огня противника, но каждый раз лётчик приводил израненную машину на свой аэродром.
Указом Президиума Верховного Совета СССР от 6 марта 1945 года «за образцовое выполнение боевых заданий командования на фронте борьбы с немецкими захватчиками и проявленные при этом отвагу и геройство» старшему лейтенанту Банифатову Ивану Сергеевичу присвоено звание Героя Советского Союза с вручением ордена Ленина (№ 38098) и медали «Золотая Звезда» (№ 6803).
В феврале 1945 года был отозван с фронта и направлен на учёбу. Окончил отделение штурманов штурмовой авиации ВМФ в июле 1945 года, после чего несколько месяцев состоял в распоряжении командующего ВВС Балтийского флота.
После войны И. С. Банифатов продолжил службу в ВМФ СССР. В декабре 1945 года он вернулся в свой 35-й штурмовой авиаполк на должность дублёра заместителя командира авиаэскадрильи. В сентябре 1946 года переведён заместителем командира 13-й отдельной корректировочной буксировочной авиационной эскадрильи ВВС 4-го ВМФ на Балтийское море, с декабря 1947 года командовал корректировочным авиаотрядом в этой эскадрилье. С июля 1948 года по январь 1951 года служил командиром звена 51-го минно-торпедного авиационного полка ВВС 4-го ВМФ СССР, затем вновь направлен учиться.
В 1951 году окончил Высшие лётно-тактические курсы авиации ВМС (Рига). После их окончания много лет служил в ВВС Тихоокеанского флота (до апреля 1953 года именовался 5-м ВМФ): с ноября 1952 — заместитель командира и командир эскадрильи 49-го минно-торпедного авиаполка 3-й минно-торпедной авиадивизии ВМФ. С ноября 1953 — командир эскадрильи, а затем заместитель командира полка по лётной подготовке 44-го минно-торпедного авиаполка (город Артём, (Приморский край). В марте 1959 года переведён также заместителем командира полка в 997-й учебный минно-торпедный авиационный полк при Центральных лётно-тактических курсах усовершенствования офицерского состава (Рига). С ноября 1961 года – заместитель командира 846-го минно-торпедного авиаполка и позднее, с марта 1963 года, исполняющий должность начальника воздушно-огневой службы 384-й минно-торпедной авиационной дивизии ВВС Балтийского флота. С января 1964 года подполковник И. С. Банифатов — в запасе.
Жил в Ленинграде. Работал в системе гражданской авиации, был начальником отдела авиаперевозок аэропорта Пулково. В 1974 году работал военруком в школе № 507 Московского района Ленинграда, где организовал музей обороны Ленинграда.
Умер 25 мая 1996 года, похоронен на Красненьком кладбище в Санкт-Петербурге.

## Награды
- Герой Советского Союза (6.03.1945)
- Орден Ленина (6.03.1945)
- Четыре ордена Красного Знамени (19.09.1943, 22.06.1944, 19.08.1944, 1.11.1944)
- Орден Отечественной войны 1-й степени (11.03.1985)
- Два ордена Красной Звезды (22.02.1955, 30.12.1956)
- Медаль «За боевые заслуги» (26.02.1953)
- Медаль «За оборону Ленинграда»
- Ряд других медалей СССР и РФ